# هوسوکاوا تسوناتوشی

مون خاندان هوسوکاوا

هوسوکاوا تسوناتوشی، (به ژاپنی: 細川綱利); ۲۶ فوریهٔ ۱۶۴۳ – ۱۸ دسامبر ۱۷۱۴ یک دایمیو، چهارمین حکمران از خاندان هوسوکاوا در قلمروی کوماموتو، ولایت هیوگو در نیمه نخست دوره ادو اهل ژاپن بود. شهرت وی بیشتر به علت حمایت از ورزش سومو و پذیرایی از رهبر گروه چهل و هفت رونین، اُوایشی یُوشیئو است که برای طی کردن اسارت به عمارت اربابی سپرده شده بود. در روز پانزدهم از ماه دوازدهم سال ۱۷۰۲ پس از کشته شدن کیرا یوشیناکا توسط رونین‌ها آنها از عمارت اربابی کیرا خارج شدند. دو نفر از آنها به نام‌های یوشیدا کانه‌سوکه و تومینوموری ماسایوری از آنها جدا شدند و خود را به یک مقام شوگون‌سالاری به نام سنگوکو هیسانائو که یک مقام نظامی بود و در مقام اومه‌تسوکه(大目付 Ōmetsuke) کار می‌کرد تسلیم کردند. بقیه به طرف قبر ارباب خود آسانو ناگانوری در معبد سنگاکو در محله تاکاناوا روانه شدند. سنگوکو هیسانائو به اعترافات دو رونین گوش داده و سپس برای اطلاع‌رسانی به طرف قلعه ادو رفت. مقام‌های شوگون‌سالاری پس از آن وارد بحث شدند. هوسوکاوا تسوناتوشی به‌طور اتفاقی در آن روز در قلعه ادو بود. از طرف مقام روجو (ریش سفید)، اینابا ماساماچی به وی دستور داده شد که از ۱۷ نفر از رونین‌ها را در عمارت اربابی خود در ادو نگهداری کند. ابتدا تصور هوسوکاوا این بود که رونین‌ها در معبد سنگوکو به وی تحویل داده می‌شوند بنابر این ۸۴۷ نفر از سامورایی‌های در خدمت خود را به این محل فرستاد اما بعد آگاهی یافت که رونین‌ها در عمارت سنگوکو هیسانائو هستند بنابر این به این عمارت رفت و آنها را تحویل گرفت. در مدتی که رونین‌ها در عمارت هوسوکاوا در اسارت بودند او به عنوان مهمانان عالی‌رتبه با آنان رفتار کرد و پذیرایی کاملی از آنان به عمل آورد.
اُوایشی یُوشیئو در کنار دیگر رونین‌های در همان عمارت هوسوکاوا پس از حادثه آکو دست به سپوکو زد.